# Ellison Shoji Onizuka
Ellison Shoji „El“ Onizuka (* 24. Juni 1946 in Kealakekua, Big Island, Hawaii; † 28. Januar 1986 bei Cape Canaveral, Florida) war ein US-amerikanischer Astronaut, der bei der Challenger-Katastrophe ums Leben kam.
Ellison Onizuka war der älteste Sohn und das zweitjüngste Kind von Masamitsu und Mitsue Onizuka.  Er hatte zwei ältere Schwestern und einen jüngeren Bruder. 
Er schloss die Highschool im Jahre 1964 ab. Er erhielt 1969 einen Bachelor in Raumfahrttechnik und zum Ende des Jahres den Master im gleichen Fach.
Onizuka heiratete Lorna Leiko Yoshida, während er sein Studium an der University of Colorado abschloss. Mit ihr hatte er zwei Töchter.

## Air-Force-Karriere
Im Januar 1970 trat Onizuka in die United States Air Force ein, wo er als Testflugingenieur und Testpilot arbeitete.
Von August 1974 bis Juli 1975 besuchte Onizuka die US Air Force Test Pilot School. Im Juli 1975 wurde er zum Testflugcenter an die Edwards Air Force Base in Kalifornien einberufen. Hier wurde er Testflugingenieur und arbeitete später als Manager für den technischen Support. Als Testpilot flog Onizuka über 1700 Flugstunden.

## NASA-Karriere
Onizuka wurde im Januar 1978 für das Raumfahrtprogramm ausgewählt und schloss ein Jahr mit Begutachtungen und Training im August 1979 ab. Später arbeitete er im Orbiter-Test-Team und in der Startunterstützungsmannschaft beim Kennedy Space Center für die Missionen STS-1 und STS-2. Bei der NASA arbeitete er im Team für Softwareverbesserungen für die Shuttle-Elektronik (SAIL). Darüber hinaus war er als Crewkoordinator für diverse Missionen zuständig.
Während seiner Zeit bei der NASA blieb Onizuka Mitglied der US-Luftwaffe, und so wurde er für die Mannschaft des ersten Flugs für das amerikanische Verteidigungsministeriums ausgewählt. Der Start von STS-10 war für November 1983 geplant, der Flug musste dann aber aufgrund von Verzögerungen der geheimen Nutzlast abgesagt werden. Für den Juli 1984 wurde dieser militärische Flug unter der Bezeichnung STS-41-E wieder ins Programm genommen, doch die Mission wurde ein zweites Mal abgesagt.
Der dritte Versuch war schließlich erfolgreich. Unter der Missionsbezeichnung STS-51-C hob die Raumfähre Discovery am 24. Januar 1985 ab. Onizuka wurde dabei von Kommandant Ken Mattingly, Pilot Loren Shriver, Missionsspezialist James Buchli und Nutzlastspezialist Gary Payton begleitet. Die Mission dauerte 74 Stunden, der genaue Ablauf unterlag der Geheimhaltung.

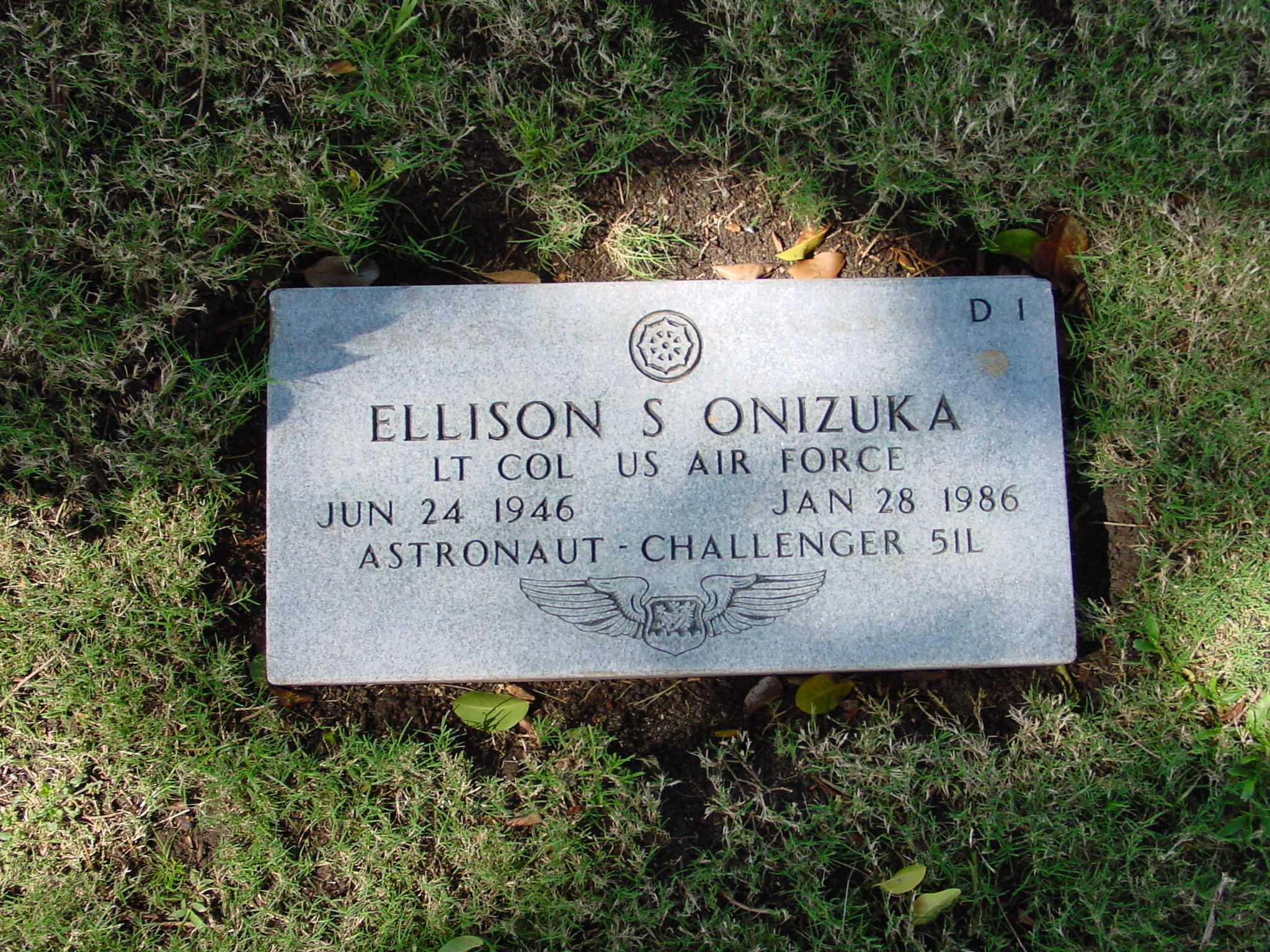
Onizukas Grab in Honolulu

Anschließend wurde Onizuka für die Mission STS-51-L mit dem Space Shuttle Challenger ausgewählt, die am 28. Januar 1986 um 11:38 Uhr Ortszeit vom Kennedy Space Center in Florida abhob. Die anderen Crewmitglieder waren Kommandant Dick Scobee, Pilot Michael John Smith, die Missionsspezialisten Ronald McNair und Judith Resnik, Nutzlastspezialist Greg Jarvis sowie Nutzlastspezialistin und Lehrerin Christa McAuliffe. Die Challenger wurde durch starken aerodynamischen Druck auseinandergerissen, als ein Leck im Treibstofftank 73 Sekunden nach dem Start auftrat. Alle sieben Crewmitglieder starben bei dem Unglück. Zum damaligen Zeitpunkt ging die NASA davon aus, dass die Wahrscheinlichkeit für einen Unglücksfall während eines Startes bei 1 zu 438 läge. Zum Zeitpunkt seines Todes hatte Onizuka den Rang des Lieutenant Colonel.
Die Onizuka Air Force Station Sunnyvale in Kalifornien, das Onizuka Center for International Astronomy am Mauna-Kea-Observatorium und das Astronaut Ellison S. Onizuka Space Center am Kona International Airport in Hawaii wurden nach ihm benannt.
Außerdem wurden ein Asteroid, der von Edward L. G. Bowell am 8. Februar 1984 entdeckt wurde, nach ihm benannt: (3355) Onizuka und ein Krater mit einem Durchmesser von 29 km auf dem Mond: Onizuka-Krater. Little Tokyo in Los Angeles hat eine Straße nach ihm benannt, genauso wie Clear Lake, wo die Straße mit seinem Namen die Grundschule einrahmt, die seine Töchter zu der Zeit der Challenger-Katastrophe besuchten. Northrop Grumman benannte den Raumtransporter Cygnus NG-16 nach ihm.

## Sonstiges
- Onizuka wurde von Keone Young in dem kontrovers diskutierten TV-Film Challenger porträtiert. Dieser Film wurde entgegen dem Willen der Angehörigen der Opfer der Katastrophe produziert.
- In der Fernsehserie Raumschiff Enterprise: Das nächste Jahrhundert (Episode: Die Macht der Paragraphen) trägt ein Shuttle, das an Bord der USS Enterprise eingesetzt wurde, seinen Namen.